# Halehalli, Malur
Halehalli là một làng thuộc tehsil Malur, huyện Kolar, bang Karnataka, Ấn Độ.